# Roquecourbe
 Roquecourbe  es una población y comuna francesa, ubicada en la región de Mediodía-Pirineos, departamento de Tarn, en el distrito de Castres. Es el chef-lieu y mayor población del cantón de Roquecourbe.

## Demografía
| 1788 | 2012 | 2271 | 2213 | 2266 | 2209 |
| Para los censos de 1962 a 1999 la población legal corresponde a la población sin duplicidades (Fuente: INSEE [Consultar]) |      |      |      |      |      |